# 张辉 (1963年)
张辉（1963年3月—2020年2月1日），男，湖南湘乡人，中華人民共和國官員，湖南省卫生计生综合监督局党委书记、局長，在2019冠状病毒病疫情期間因心肌梗塞去世。

## 生平
1984年7月参加工作，1989年8月加入中国共产党。後任湖南省卫生计生综合监督局党委书记、局长。
新型冠状病毒肺炎事件发生以来，张辉先后前往各大医院发热门诊、车站码头、疾控中心、高速公路的路口、关卡等地，督导疫情防控。2020年1月19日至21日，张辉前往长沙、岳阳两地开展新型冠状病毒肺炎疫情防控专项督导。1月28日至29日，他前往湖南中大中雅医药科技有限公司及长沙华康消毒剂有限公司2家生产消毒剂的消毒产品生产企业进行卫生监督检查。
湖南省卫生计生综合监督局党委综合办公室對上游新聞表示，为应对新型冠状病毒疫情防控工作，张辉连续工作15天，1月31日下午6点多还在安排工作，晚上8点多出现身体不适。而張輝本人患有心源性心脏病。2020年2月1日凌晨0點18分，張輝因心肌梗塞逝世，终年56岁。

## 纪念
2020年2月3日，湖南省总工会发文，决定追授张辉“湖南省五一劳动奖章”荣誉称号。